# 大眼虹銀漢魚
大眼虹銀漢魚（學名：Melanotaenia eachamensis）為輻鰭魚綱銀漢魚目虹銀漢魚科的其中一種，被IUCN列為易危保育類動物，分布於澳洲昆士蘭淡水流域，為熱帶魚類，體長可達6.5公分，棲息水生植物生長的溪流及湖泊水域，生活習性不明。